# Бунтил
Бунтіл — традиційна індонезійсько-яванська страва з тертої кокосової м'якоті, змішаного з тері (анчоусами) і спеціями, та спеціями, загорнутого в листя папайї, маніоки або таро(чи інших подібних ароїдних рослин), а потім відвареного в кокосовому молоці зі спеціями. Це улюблена страва на Яві, і крім домашнього приготування, її також продають у варунгах, ресторанах чи вуличних кіосках, особливо на традиційних тимчасових ринках під час Рамадану, перед початком посту.